# گریگوریج خژنیاک
گریگوریج خژنیاک (اوکراینی: Григорій Хижняк؛ ۱۶ ژوئیهٔ ۱۹۷۴ – ۵ اکتبر ۲۰۱۸) بازیکن بسکتبال اهل اتحاد جماهیر شوروی سوسیالیستی بود.